# Sida brachystemon
Sida brachystemon är en malvaväxtart som beskrevs av José Mariano Mociño, Amp; Sesse och Dc.. Sida brachystemon ingår i släktet sammetsmalvor, och familjen malvaväxter. Inga underarter finns listade i Catalogue of Life.